# Kaya (음반)
《Kaya》는 자메이카의 레게 밴드 밥 말리 & 더 웨일러스가 1978년 3월 23일에 발매한 열 번째 스튜디오 음반이다. 이 음반은 1977년 《Exodus》 음반에 참여한 사람들과 함께 녹음된 트랙들로 구성되어 있다.
이 음반은 매우 편안하고 느긋한 사운드를 가지고 있으며, 가사적으로나 음악적으로 더 웨일러스의 전투적인 자질이 많이 부족하다. 그들은 대마초뿐만 아니라 사랑을 중심으로 한 주제곡뿐만 아니라 음반의 일반적인 사운드의 결과로 "부드러지게 된다"는 비판을 받았다.
이 음반의 발매는 원 피스 러브 콘서트와 동시에 이루어졌고, 말리가 런던에서 탈출에서 자메이카로 성공적으로 돌아왔음을 알렸다. 이 곡들 중 세 곡은 1971년 음반 《Soul Revolution Part II》의 새로운 버전의 트랙이다. 이 음반의 잘 알려진 곡들로는 〈Is This Love〉와 〈Satisfy My Soul〉이 있다. 《Kaya》는 영국 음반 차트에서 5위 안에 들었다.

## 배경
자메이카와 런던에서 녹음이 이루어졌는데, 이 세션 동안 녹음된 음반 중 《Exodus》가 먼저 발매되고 나머지 음반 중 《Kaya》가 발매되었다. 이 음반은 음성적으로나 가사적으로 더 웨일러스의 덜 호전적인 요소와 함께 편안하고 차분한 분위기를 가지고 있다. 말리의 음악적 성향이 부드러워지면서 찬성과 반대가 나왔고, 런던으로 이주한 말리를 비판하는 의견도 서구에서 강했다.

## 평가
| 전문가 평가                                | 전문가 평가 |
| 평가 점수                                  | 평가 점수   |
| 출처                                       | 점수        |
| ------------------------------------------ | ----------- |
| AllMusic                                   | [ 2 ]       |
| Christgau's Record Guide                   | A−          |
| The Encyclopedia of Popular Music          | [ 4 ]       |
| MusicHound Rock: The Essential Album Guide | [ 5 ]       |

레스터 뱅스는 《롤링 스톤》에서 "음악적으로 《Kaya》는 가장 맥빠진 레게 클리셰들의 연속이며, 완벽하게 연주되고 녹음되었지만, 마치 마틴 데니 음반처럼 모든 관광객 유인 요소 (우드블록 소리까지)가 빠짐없이 들어 있다"고 평했다. 《베이 스테이트 배너》는 "웨일러스는 갬블 & 허프의 코드 진행, 유로 디스코의 퍼덕거리는 베이스, 팝 솔 발라드의 부드러운 스트링과 신시사이저를 자유롭게 차용하지만, 이를 펑키하게 압축하여 레게 특유의 치킨 스크래치 기타와 스냅 드럼 연주를 디스코의 콩가처럼 대화의 반주로 활용해 곡 속에 말할 수 없는 열정을 표현한다"고 보도했다. 《글로브 앤드 메일》은 "늘 그렇듯 확장성 있는 말리의 레게가 이번에는 자메이카와 미국 스타일을 통합하는 데 실패했다"고 평했다.

## 곡 목록
모든 곡들은 밥 말리에 의해 작사/작곡하였다.
| #  | 제목                | 재생 시간 |
| -- | ------------------- | --------- |
| 1. | 〈Easy Skanking〉   | 2:58      |
| 2. | 〈Kaya〉            | 3:15      |
| 3. | 〈Is This Love〉    | 3:52      |
| 4. | 〈Sun Is Shining〉  | 4:58      |
| 5. | 〈Satisfy My Soul〉 | 4:31      |

| #   | 제목               | 재생 시간 |
| --- | ------------------ | --------- |
| 6.  | 〈She's Gone〉     | 2:25      |
| 7.  | 〈Misty Morning〉  | 3:33      |
| 8.  | 〈Crisis〉         | 3:54      |
| 9.  | 〈Running Away〉   | 4:15      |
| 10. | 〈Time Will Tell〉 | 3:29      |

## 인증
| 국가                                                  | 인증        | 판매량/출하량 |
| ----------------------------------------------------- | ----------- | ------------- |
| 오스트레일리아 (ARIA)                                 | 플래티넘    | 50,000^       |
| 프랑스 (SNEP)                                         | 2× 플래티넘 | 600,000*      |
| 독일 (BVMI)                                           | 골드        | 250,000^      |
| 영국 (BPI)                                            | 골드        | 100,000^      |
| 미국 (RIAA)                                           | 골드        | 500,000^      |
| *판매량을 기반으로 한 인증 ^출하량을 기반으로 한 인증 |             |               |